# Vorotan
Vorotan (arménsky Որոտան, ázerbájdžánsky Bazarçay) je řeka v Arménii a v Ázerbájdžánu. Je dlouhá 178 km. Povodí má rozlohu 5 650 km².

## Průběh toku
Pramení na Náhorním Karabachu. Je to horská řeka, která na oddělených úsecích protéká hlubokými kaňony a soutěskami. Je to pravý přítok Akery, jež je levým přítokem Araksu.

## Vodní režim
Zdrojem vody je převážně sníh a podzemní prameny.

## Využití
Na řece byly vybudovány hydroelektrárny.